# Elecciones parlamentarias de Islandia de 1931
Las elecciones parlamentarias de Islandia fueron realizadas el 12 de junio de 1931. Los votantes eligieron los 28 escaños totales de la Cámara Baja del Alþingi y ocho de los catorce escaños de la Cámara Alta. El Partido Progresista se convirtió en el partido político mayoritario de la Cámara Baja.

## Resultados
| Partido                     | Votos    | %    | Cámara Baja | Cámara Baja | Cámara Alta | Cámara Alta |
| Partido                     | Votos    | %    | Escaños     | +/–         | Escaños     | +/–         |
| --------------------------- | -------- | ---- | ----------- | ----------- | ----------- | ----------- |
| Partido de la Independencia | 16 891   | 43.8 | 9           | –2          | 6           | 0           |
| Partido Pogresista          | 13 844.5 | 35.9 | 16          | +3          | 7           | +1          |
| Partido Socialdemócrata     | 6 197.5  | 16.1 | 3           | 0           | 1           | –2          |
| Partido Comunista           | 1 165    | 3.0  | 0           | Nuevo       | 0           | Nuevo       |
| Independientes              | 446      | 1.2  | 0           | –1          | 0           | 0           |
| Votos en blanco/nulos       | 1 064    | –    | –           | –           | –           | –           |
| Total                       | 39 608   | 100  | 28          | 0           | 14          | 0           |
| Participación electoral     | 50 617   | 78.2 | –           | –           | –           | –           |
| Fuente: Nohlen & Stöver     |          |      |             |             |             |             |

* Incluye los tres escaños elegidos en las elecciones parlamentarias de 1930.